# Jean-Philippe Schütz
Jean-Philippe Schütz (* 4. Juni 1939; † 25. April 2023; heimatberechtigt in Thielle-Wavre) war ein Schweizer Forstwissenschaftler und Professor an der ETH Zürich.

## Leben
Schütz studierte von 1958 bis 1963 Forstwirtschaft an der ETH Zürich. Danach blieb er als Assistent an der ETH Zürich und promovierte 1968 bei Hans Leibundgut zum Dr. sc. techn. Seine Dissertation verglich den Höhen- und Durchmesser-Zuwachs von Tanne und Fichte im Wirtschaftswald mit jenem im Urwald. Anschliessend leitete er während vier Jahren das Forstamt Couvet im Kanton Neuenburg, wo er unter anderem für den weltberühmten Plenterwald zuständig war. Von 1971 bis 1979 stand er der Forschungsgruppe Ertragsforschung an der EAFV (heute Eidgenössische Forschungsanstalt für Wald, Schnee und Landschaft, WSL) in Birmensdorf vor. Auf den 1. Oktober 1979 wählte ihn der Bundesrat zum ausserordentlichen Professor für Waldbau an der ETH Zürich. Die Beförderung zum ordentlichen Professor folgte mit Bundesratsbeschluss vom 20. Oktober 1982. Von 1988 bis 1992 war Schütz Vorsteher der damaligen Abteilung Forstwissenschaften der ETH Zürich. Von 1995 bis 2002 amtete er als Vizepräsident der Konferenz der Dozenten. Im September 2004 wurde er emeritiert.

## Forschung
Schwerpunkte seiner Forschung lagen bei der Weiterentwicklung der naturnahen Waldbausysteme, insbesondere des Plenterwaldsystems, sowie beim Verständnis der Mischwäldergestaltung. Er konzentrierte sich auf die Entwicklung und Verfeinerung nachhaltiger Waldbewirtschaftungs-Regimes im Hinblick auf die kontinuierliche Produktion des Wertstoffes Holz. Gleichzeitig berücksichtigte er auch andere wichtige Waldfunktionen wie Biodiversität und Erholung.

## Mitgliedschaften und Auszeichnungen
- Experte für das Programm «zukunftsorientierte Waldwirtschaft» des Bundesministeriums für Bildung und Forschung (BMBF) in Bonn
- Wissenschaftsrat des Departements Wald und naturnahe Räume des Institut National de la Recherche Agronomique  (INRA) in Frankreich
- LIFE-Programm der EU zur Förderung von Umwelt- und Naturschutzvorhaben
- Gründungsmitglied der Organisation Pro Silva International
- 1999 Ehrendoktor der Universität Zvolen (Slowakei)
- 2001–2002 Review-Gruppe für den Gesamtbericht «Ereignisanalyse Lothar» des BUWAL
- 2021 Kasthofer-Medaille in Anerkennung des Lebenswerks

## Publikationen (Auswahl)
- Etude des phénomènes de la croissance en hauteur et en diamètre du sapin (Abies alba Mill.) et de l’épicéa (Picea abies Karst.) dans deux peuplements jardinés et une forêt vierge. Diss. Nr. 4136. ETH, Zürich 1969, doi:10.3929/ethz-a-000087642
- Production de jeunes peuplements de chênes en relation avec la station. Eidgenössische Anstalt für das Forstliche Versuchswesen, Birmensdorf 1979.
- Der Plenterwald und weitere Formen strukturierter und gemischter Wälder. Parey, Berlin 2001, ISBN 3-8263-3347-0.